# Robinho
Robson de Souza (São Vicente, 25 januari 1984) - alias Robinho - is een Braziliaans voormalig betaald voetballer die bij voorkeur als linksbuiten of aanvaller speelde.  Robinho debuteerde in juli 2003 in het Braziliaans voetbalelftal.

## Clubcarrière
Van 1996 tot 2005 speelde Robinho voor Santos FC, eerst in de jeugd en later in het eerste team. Daarmee werd hij in 2002 en 2004 kampioen van Brazilië en tweede in de strijd om de Copa Libertadores van 2003. Hij speelde er samen met onder andere Diego, Léo, Alex en Renato. In 2004 werd hij verkozen tot Braziliaans voetballer van het jaar.
Robinho verkaste in 2005 naar Real Madrid, waarvoor hij in 101 competitieduels 25 keer scoorde. In de seizoenen 2006/07 en 2007/08 werd hij met de Madrilenen Spaans landskampioen. Vervolgens tekende hij op 1 september 2008 een vierjarig contract bij Manchester City. In zijn eerste jaar in de Premier League scoorde hij meer dan hij in drie jaar in de Primera División per seizoen deed. Tijdens zijn tweede seizoen miste hij een paar maanden door een blessure. In de tien competitiewedstrijden die hij wel kon spelen voor City, scoorde hij niet. Daarom werd hij op eigen verzoek vervolgens een half jaar verhuurd aan zijn oude club Santos. "Robinho moet regelmatig spelen", zei City-manager Roberto Mancini. "We wensen hem voor de komende periode het beste."
Na dat halfjaar tekende hij in de zomer van 2010 een vierjarig contract bij AC Milan, dat ongeveer vijftien miljoen euro voor hem betaalde aan Manchester City. Op 19 november 2010 speelde Robinho met Milan in Estadio Santiago Bernabéu voor de Champions League tegen zijn oude club Real Madrid. In 2014 en 2015 kwam hij weer uit voor Santos, dat hem huurde van Milan. Zijn contract in Italië liep door tot medio 2016, maar in mei 2015 kwamen Robinho en AC Milan tot een akkoord over een onmiddellijke ontbinding van zijn verbintenis.
Robinho tekende in juli 2015 een contract voor zes maanden bij Guangzhou Evergrande, op dat moment actief in de Chinese Super League.
In februari 2016 vertrok hij transfervrij naar Atlético Mineiro waar hij voor twee jaar tekende. In zijn eerste seizoen werd hij topscorer in de Campeonato Brasileiro Série A met 25 doelpunten. In zijn tweede jaar won hij met de club het staatskampioenschap, Campeonato Mineiro 2017. Robinho maakte in de finale een doelpunt. Eind 2017 liep zijn contract af en werd hij transfervrij.
Robinho verhuisde vervolgens in januari 2018 naar het Turkse Sivasspor, waar hij  voor twee seizoenen tekende. Dit contract diende hij niet uit, in januari 2019 werd hij overgenomen door Istanbul Başakşehir voor ongeveer twee miljoen euro. In zijn tweede jaar won hij met de club het landskampioenschap voor het eerst in het bestaan van de club. In augustus 2020 liep zien contract af en vertrok hij uit Turkije.
In oktober 2020 keerde Robinho terug naar Brazilië om voor zijn jeugdliefde Santos FC te gaan spelen. Hij begon aan zijn vierde termijn bij de club. De aanvaller tekende in eerste instantie een contract tot eind februari 2021 met daarbij een optie tot eind 2022. Zijn salaris werd het symbolische bedrag van omgerekend ongeveer 230 euro. Wel bevatte het contract bonussen in het geval bepaalde doelen bereikt werden. Een week later schortte hij zijn comeback op in verband met de beroepszaak rond een groepsverkrachting in Italië.

## Celstraf
Robinho werd op 23 november 2017 door een rechtbank in Milaan bij verstek tot negen jaar gevangenisstraf veroordeeld wegens deelname aan een groepsverkrachting. De aanvaller, die destijds uitkwam voor AC Milan, zou zich in 2013 in een nachtclub in Milaan met vijf andere mannen aan een 22-jarige Albanese vrouw hebben vergrepen. Robinho ontkende niet met haar seks te hebben gehad, maar zei dat die met wederzijdse toestemming had plaatsgevonden. 
Op 10 december 2020 werd hij ook in hoger beroep veroordeeld tot dezelfde straf die ook in januari 2022 in cassatie bleef staan. Het Hoger Hof van Justitie, het op een na hoogste rechtsorgaan van Brazilië, vonniste op 21 maart 2024 dat hij zijn celstraf in zijn geboorteland moest uitzitten. De volgende dag werd hij tegen middernacht thuis gearresteerd en overgebracht naar een gevangenis.

## Clubstatistieken
| Seizoen | Club                 | Competitie           | Competitie | Competitie | Competitie | Beker | Beker | Beker | Internationaal | Internationaal | Internationaal | Totaal | Totaal | Totaal |
| Seizoen | Club                 | Competitie           | Wed.       | Dlp.       | Ass.       | Wed.  | Dlp.  | Ass.  | Wed.           | Dlp.           | Ass.           | Wed.   | Dlp.   | Ass.   |
| ------- | -------------------- | -------------------- | ---------- | ---------- | ---------- | ----- | ----- | ----- | -------------- | -------------- | -------------- | ------ | ------ | ------ |
| 2002    | Santos               | Série A              | 2          | 1          | 0          | 0     | 0     | 0     | 0              | 0              | 0              | 2      | 1      | 0      |
| 2003    | Santos               | Série A              | 1          | 0          | 0          | 0     | 0     | 0     | 20             | 6              | 0              | 21     | 6      | 0      |
| 2004    | Santos               | Série A              | 37         | 21         | 0          | 0     | 0     | 0     | 10             | 4              | 0              | 47     | 25     | 0      |
| 2005    | Santos               | Série A              | 11         | 6          | 0          | 0     | 0     | 0     | 9              | 6              | 0              | 20     | 12     | 0      |
| 2005/06 | Real Madrid          | Primera División     | 37         | 8          | 6          | 6     | 4     | 0     | 8              | 0              | 3              | 51     | 12     | 9      |
| 2006/07 | Real Madrid          | Primera División     | 32         | 6          | 5          | 4     | 1     | 0     | 7              | 1              | 1              | 43     | 11     | 6      |
| 2007/08 | Real Madrid          | Primera División     | 32         | 11         | 8          | 4     | 0     | 0     | 6              | 4              | 4              | 40     | 15     | 12     |
| 2008/09 | Manchester City      | Premier League       | 31         | 14         | 5          | 1     | 0     | 0     | 10             | 1              | 4              | 42     | 15     | 9      |
| 2009/10 | Manchester City      | Premier League       | 10         | 0          | 3          | 2     | 1     | 0     | 0              | 0              | 0              | 12     | 2      | 3      |
| 2009/10 | → Santos             | Série A              | 2          | 0          | 0          | 5     | 2     | 0     | 0              | 0              | 0              | 7      | 2      | 0      |
| 2010/11 | AC Milan             | Serie A              | 34         | 14         | 3          | 4     | 1     | 2     | 7              | 0              | 1              | 45     | 15     | 6      |
| 2011/12 | AC Milan             | Serie A              | 28         | 6          | 11         | 4     | 1     | 1     | 8              | 3              | 2              | 40     | 10     | 14     |
| 2012/13 | AC Milan             | Serie A              | 23         | 2          | 5          | 1     | 0     | 0     | 3              | 0              | 0              | 27     | 2      | 5      |
| 2013/14 | AC Milan             | Serie A              | 23         | 3          | 5          | 2     | 1     | 0     | 7              | 1              | 0              | 32     | 5      | 5      |
| 2013/14 | → Santos             | Série A              | 16         | 4          | 0          | 5     | 5     | 0     | 0              | 0              | 0              | 21     | 9      | 0      |
| 2015    | → Santos             | Série A              | 4          | 2          | 0          | 3     | 1     | 0     | 0              | 0              | 0              | 7      | 3      | 0      |
| 2015    | Guangzhou Evergrande | Chinese Super League | 23         | 3          | 1          | 0     | 0     | 0     | 0              | 0              | 0              | 23     | 3      | 1      |
| 2016    | Atlético Mineiro     | Série A              | 30         | 12         | 7          | 8     | 3     | 0     | 8              | 1              | 0              | 46     | 16     | 7      |
| 2017    | Atlético Mineiro     | Série A              | 30         | 7          | 4          | 3     | 0     | 0     | 7              | 2              | 1              | 40     | 9      | 5      |
| 2017/18 | Sivasspor            | Süper Lig            | 14         | 4          | 3          | 0     | 0     | 0     | 0              | 0              | 0              | 14     | 4      | 3      |
| 2018/19 | Istanbul Başakşehir  | Süper Lig            | 33         | 12         | 5          | 1     | 0     | 0     | 0              | 0              | 0              | 34     | 12     | 5      |
| 2019/20 | Istanbul Başakşehir  | Süper Lig            | 15         | 0          | 0          | 4     | 0     | 0     | 6              | 0              | 0              | 25     | 0      | 0      |
| 2020    | Santos               | Série A              | 0          | 0          | 0          | 0     | 0     | 0     | 0              | 0              | 0              | 0      | 0      | 0      |
| Totaal  | Totaal               | Totaal               | 468        | 136        | 71         | 57    | 20    | 3     | 116            | 29             | 16             | 639    | 189    | 90     |

## Interlandcarrière
Robinho debuteerde op 13 juli 2003 tegen Mexico in het Braziliaans voetbalelftal. Daarmee won hij de Confederations Cup 2005 en de Copa América 2007. Op laatstgenoemde toernooi werd hij daarbij topscorer met zes doelpunten. In 2009 en 2013 won hij wederom de Confederations Cup met Brazilië. Hij was op 2 wk's te bewonderen, namelijk 2006 en 2010.

## Erelijst
| Competitie                    |        |                  |        |        |
| Competitie                    | Aantal | Jaren            |        |        |
| Santos                        | Santos | Santos           | Santos | Santos |
| ----------------------------- | ------ | ---------------- | ------ | ------ |
| Campeonato Brasileiro Série A | 2x     | 2002, 2004       |        |        |
| Campeonato Paulista           | 2x     | 2010, 2015       |        |        |
| Copa do Brasil                | 1x     | 2010             |        |        |
| Real Madrid                   |        |                  |        |        |
| Primera División              | 2x     | 2006/07, 2007/08 |        |        |
| Supercopa de España           | 1x     | 2008             |        |        |
| AC Milan                      |        |                  |        |        |
| Serie A                       | 1x     | 2010/11          |        |        |
| Supercoppa Italiana           | 1x     | 2011             |        |        |
| Guangzhou Evergrande          |        |                  |        |        |
| Chinese Super League          | 1x     | 2015             |        |        |
| Atlético Mineiro              |        |                  |        |        |
| Campeonato Mineiro            | 1x     | 2017             |        |        |
| Istanbul Başakşehir           |        |                  |        |        |
| Süper Lig                     | 1x     | 2019/20          |        |        |
| Brazilië                      |        |                  |        |        |
| FIFA Confederations Cup       | 2x     | 2005, 2009       |        |        |
| CONMEBOL Copa América         | 1x     | 2007             |        |        |
| Superclásico de las Américas  | 1x     | 2014             |        |        |